# Grosse Schliere
Die Grosse Schliere (auch: Grosse Schlieren, früher auch: Obere Schliere) ist ein rund 15 km langer Fluss in den Gemeinden Sarnen und Alpnach im Kanton Obwalden in der Zentralschweiz, der nach nordöstlichem bis östlichem Lauf von links in die Sarner Aa einmündet.

## Name
Seinen Namen hat das Gewässer von «Schlier» (zu schweizerdeutsch schlierggen, deutsch schlieren, gleiten), ein schlüpfriges Gemenge aus Mergel, Sand und Kies bezeichnend, das damit bezeichnete Bäche führen.

## Geographie

### Verlauf
Die Grosse Schliere entspringt auf rund 1620 m ü. M. am Glaubenstock in der ausgedehnten Moorlandschaft des Glaubenbergs nahe von Schwendi Kaltbad, oberhalb von Langis in der Gemeinde Sarnen. Der Fluss ist auf einer Länge von ca. 4 km die Grenze zwischen Sarnen und Alpnach. Der obere Teil des 28,8 km² grossen Einzugsgebiets ist durch zahlreiche Hoch- und Flachmoore geprägt. Auf ihrem Weg durch das vom Bergwald geprägte Schlierental ist die Grosse Schliere nur geringen menschlichen Einflüssen ausgesetzt. 

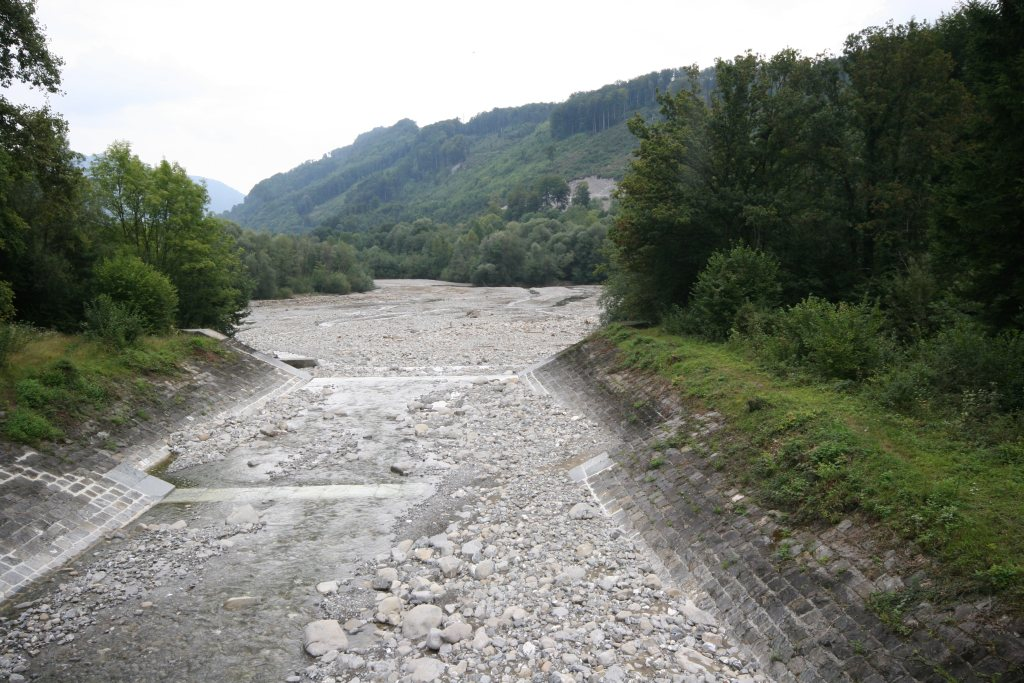
Ende des verbauten Bachbetts und Übergang ins Schlierenrüti

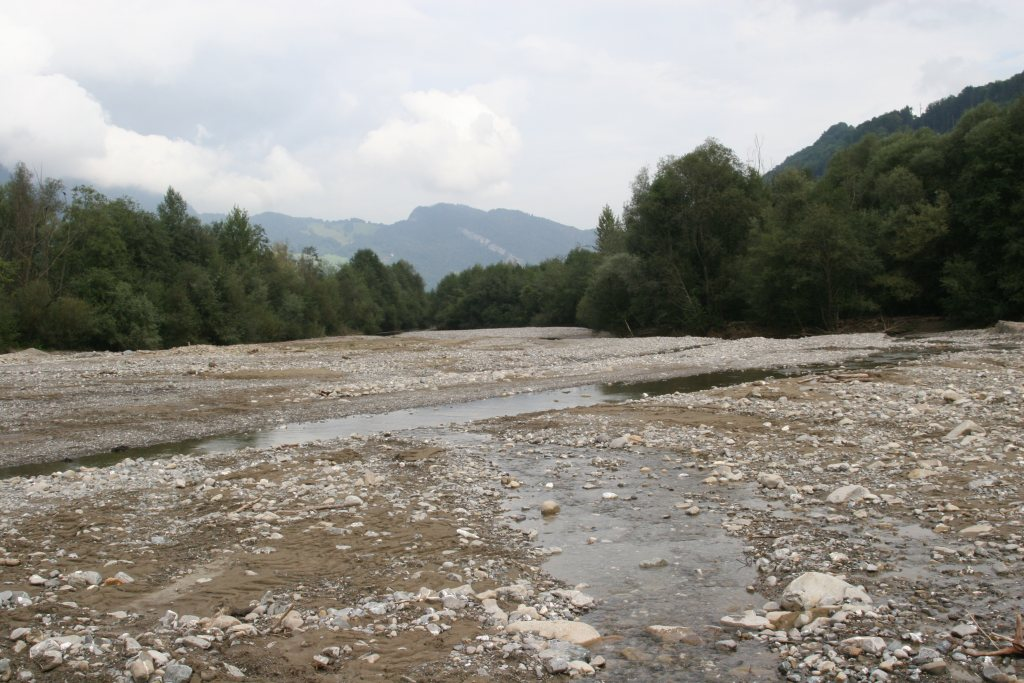
Schlierenrüti mit wechselndem Bachverlauf

Im unteren Verlauf fliesst die Grosse Schliere an Schoried vorbei. Ab hier ist sie wegen der bei Hochwasser auftretenden grossen Geschiebefrachten durch verschiedene Sperren gezähmt und das Bachbett hart verbaut. In Schoried wird von dem Fluss ein kleiner Wasserkanal abgezweigt. Dieser Sagenbach fliesst mitten durch Schoried und Alpnach, wo er früher eine Mühle und die Turbine einer Parkettfabrik angetrieben hat.
Nachdem die Grosse Schliere die Autostrasse A8 unterquert hat, endet die Verbauung, und das Wasser ergiesst sich in das breite Schlierenrüti (Rüti = gerodete Fläche), ein ca. 450 × 200 Meter grosses Auengebiet von nationaler Bedeutung. Dieses dient auch als Geschiebesammler und besteht aus Sand-, Schlamm- und Kiesbereichen sowie einer Uferbewachsung aus Grauerlen, Ulmen, Eschen und Buchen mit Lungenkraut im Unterwuchs. 1994 wurden über 100 Pflanzenarten in der Aue registriert. Das Gerinne ist in diesem Bereich stark verzweigt, die Sohle durchlässig und die Ufer unbefestigt. Die Wasserqualität und auch der Zustand der Wasserorganismen werden an dieser Stelle als sehr gut bewertet.
Nach dem Schlierenrüti mündet die Grosse Schliere etwa 500 Meter unterhalb der Staumauer des Wichelsees von links in die Sarner Aa. Diese fliesst dort etwa 2 km am Militärflugplatz Alpnach entlang, bis sie schliesslich beim Eichiried in den Alpnachersee mündet.
Die gesamte Länge der Grossen Schliere beträgt etwa 17 km, die Abflussmenge liegt im Mittel bei ca. 1,0 m³/s und kann bei grossen Hochwassern auf über 50 m³/s anschwellen. Für seltene Ereignisse mit einer Wiederkehrperiode von 10 bis 20 Jahren liegt der maximale Abfluss über 100 m³/s.

### Einzugsgebiet
Das 26,73 km² grosse Einzugsgebiet der Grossen Schliere liegt in den Voralpen und wird durch sie über die Sarner Aa, die Reuss, die Aare und den Rhein zur Nordsee entwässert.
Es besteht zu 72,0 % aus bestockter Fläche, zu 21,6 % aus Landwirtschaftsfläche, zu 1,3 % aus Siedlungsfläche und zu 5,1 % aus unproduktiven Flächen.
Die Flächenverteilung
Die mittlere Höhe des Einzugsgebietes beträgt 1352 m ü. M.

### Zuflüsse
Direkte und indirekte Zuflüsse, jeweils von der Quelle zur Mündung. Namen und Längen nach WebGIS Kanton Obwalden, Einzugsgebietsgrösse (km²) und Mittlerer Abfluss (MQ) in Liter pro Sekunde (l/s) nach dem Geoserver der Schweizer Bundesverwaltung
- Schlierentalbach (Grabenmettlenbach) (links), 1,5 km, 0,66 km²
- Seelibach (Seeliwaldbach) (rechts), 1,4 km, 1,44 km²
- Horweligraben (Schattenberggraben) (links), 2,0 km, 1,19 km²
- Balmetsgraben (rechts), 1,6 km, 0,64 km²
- Teufibachgräben (rechts), 0,7 km
- Teufibachgraben (rechts), 1,1 km
- Teufibachgräben (rechts), 0,6 km
- Teufibachgräben (rechts)
- Mösligraben (links), 0,6 km, 1,51 km²
  - Meiengraben (rechter Quellbach, Hauptstrang), 2,5 km
  - Nübrüechligraben (linker Quellbach, Nebenstrang), 1,1 km
- Witenmattgraben (rechts), 0,9 km
- Mättlibach (Oberer Mättligraben) (links), 2,7 km, 0,82 km²
- Unterer Mättligraben (links), 0,6 km
- Hinterschwandgraben (rechts), 0,5 km
- Vorderschwandgraben (rechts), 0,4 km
- Schonibach (links), 1,5 km, 0,66 km²
- Hurdgraben (links), 1,1 km
- Steingraben (rechts), 1,0 km
  - Chistengraben (links), 0,4 km
- Geretschwandgräbli (links), 0,6 km
- Mosmattbach (Moosmattgraben) (links), 1,4 km (mit Oberlauf Heitibach 2,3 km), 0,91 km²
  - Gorgengräbli[12]  (linke Abzweigung), 1,2 km
- Sagebach[13]  (linke Abzweigung), 3,9 km
- Geissfuesgraben (rechts), 1,3 km

## Hydrologie

### Abfluss
Bei der Mündung der Grossen Schliere in die Sarner Aa beträgt ihre modellierte mittlere Abflussmenge (MQ) 0,97 m³/s. Ihr Abflussregimetyp ist nival de transition, und ihre Abflussvariabilität beträgt 19.

### Hochwasser
Bei dem Hochwasser im August 2005 löste sich eine Erdrutschung in Form einer Rüfe von über 100'000 m³ im Gebiet Hurd der Grossen Schliere. Grosse Schäden entstanden auch beim Zusammenfluss der Sarner Aa und der Grossen Schliere.
Auch zuvor gab es oftmals Hochwasserereignisse der Grossen Schliere, so gab es beispielsweise 1715 eine grosse Überschwemmung in Alpnach mit Schäden bis zur Kirche, 1925 und 1931 wurden die Gleise der Zentralbahn beschädigt.

## Brücken
20 Übergänge überqueren die Grosse Schliere: 14 Feldweg- und Fussgängerbrücken, fünf Strassenbrücken und eine Eisenbahnbrücke der Zentralbahn.
Von 1847 bis 1948 bestand zwischen Alpnach und Kägiswil eine 50 Meter lange gedeckte Holzbrücke über die Grosse Schliere. Erbauer war der Zimmermeister Hans Ifanger von Alpnach. Dieser erbaute damals auch das Spital in Sarnen, die Kirche in Hergiswil am See, das Kloster in Maria-Rickenbach und das alte Hotel Bellevue auf dem Pilatus. Heute überquert an dieser Stelle die Hauptstrasse 4 den Fluss.

## Wuhrgenossenschaft
Die über 100 Jahre bestehende Wuhrgenossenschaft Grosse Schliere löste sich am 1. Januar 2011 auf. Diese zählte 798 Perimeterpflichtige. Die Aufgaben der Wuhrgenossenschaft übernahm ab 2011 eine Wasserbaukommission der Gemeinde Alpnach.